# Tawfiq al-Hakim
Tawfīq el-Hakīm sau Tawfik al-Hakim (în arabă توفيق الحكيم; n. 9 octombrie 1898, Alexandria, Egipt – d. 26 iulie 1987, Cairo, Egipt) a fost un scriitor egiptean.
Opera sa are ca inspirație istoria, filozofia și viața socială și deține o pondere însemnată în literatura egipteană modernă.

## Biografie
Tawfiq al-Hakim (1898–1987)a fost unul dintre cei mai proeminenti scriitori egipteni ai [secolului al-XX-lea].
Dramaturg, eseist, romancier și scriitor de povestiri , Tawfiq al-Hakim s-a născut la Alexandria și a studiat atât în orașul său natal cât și la Cairo.
La Cairo și-a descoperit pasiunea pentru teatru și a studiat intens literatura franceză. Pleacă la Paris în anul 1925 unde studiază dreptul. Întors din Franța la Cairo lucrează în cadrul Ministerului de Justiție, dar și în cadrul Ministerului Educației. Câțiva ani mai târziu însă va demisiona pentru a se dedica întru totul artei scrisului.

## Scrieri importante
La întoarcere sa din Paris scrie prima piesă Ahlu-l-Kahf (Adormiții din peșteră). Povestea este bazată pe o legendă numită Cei șapte tineri din Efes la care se face referire pe scurt și în Coran. Piesa relatează povestea a trei bărbați care se refugiază într-o peșteră pentru a scăpa de sub tirania regelui, însă adorm și se trezesc după 300 de ani într-o lume cu totul schimbată pe care nu o mai recunosc.
Piesa care este considerată a avea cel mai mare succes este Al-Sultan al-Ha`ir publicată în anul 1960 . Traducerea în limba engleză a acestei piese The Sultan`s Dilemma a fost inclusă și în faimoasa antologie The Norton Anthology of World Masterpieces.
Într-o altă lucrare a sa Ughniyyatu l-Mawt (Cântecul morții) abordează tematica mediului rural egiptean axându-se pe practica răzbunării sângelui (vendetta), concept ce încă era parte din viața oamenilor din zonele respective.
Tawfiq al-Hakim a trasat prin intermediul lucrărilor sale o legătură puternică între literatura arabă și cea occidentală.
Experiența sa în Occident este reflectată în lucrările sale prin abordarea unei tematici centrate în jurul relațiilor culturale între lumea arabă și Occident, contrastul dintre modelele sociale și de gândire aferente celor două spații culturale.
Spre exemplu, lucrarea sa 'Usfur min al-Sharq (Pasăre din Orient) reflectă foarte bine această confruntare culturală. 
În urma experienței sale profesionale în domeniul dreptului a rezultat romanul Yawmiyyat Na`ibin fi-l `aryaf (Jurnalul unui procuror de la țară). Romanul a fost scris într-o notă satirică la adresa oficialităților egiptene.
A scris romane, eseuri, colecții de povestiri, articole de ziar , biografii (Muhammad) dar și o autobiografie Signu l `umr (Închisoarea vieții).
A scris de asemenea un roman ce se apropie într-o oarecare măsură de ceea ce este cunoscut sub numele de bildungsroman- Awdat ar-ruh-(Renașterea  spiritului național ).Lucrarea poate fi considerată un portret al tânărului artist egiptean. Romanul conține și tematici politice fiind abordată de asemenea problematica naționalismului egiptean. Poate fi de asemenea considerat un roman de idei , una dintre abrordările sale fiind problematica modernizării islamului . Scrierile sale au fost influențate și de literatura franceză în special de genul cunoscut sub numele de teatrul absurdului.

## Tematică și surse de inspirație
Ca dramaturg s-a remarcat prin lucrări ce abordează o tematică vastă precum confruntarea dintre Orient și Occident, divergența dintre știință și religie sau cea dintre știință și artă, divergența dintre rațiune și sentiment. Este apreciat pentru abordarea temelor sociale, susținerea spiritului de conștiință națională dar și pentru spiritul critic la adresa injustiției și a corupției. . Unele dintre lucrările sale conțin și un profund mesaj social, tematică abordată din ce în ce mai mult în literatura arabă modernă. Influențat de literatura Occidentală în urma celor 3 ani petrecuți la studii în Franța, Al-Hakim abordează genul dramaturgiei și îl aduce la un alt nivel în cadrul literaturii arabe. În ceea ce privește sursele sale de inspirație acestea sunt multiple:dramaturgia greacă, folclorul arab și islamic, dramaturgia franceză.

## Contribuții aduse literaturii arabe
Tawfiq Al-Hakim este mai ales cunoscut prin rolul său semnificativ în dezvoltarea dramaturgiei în literatura arabă. Mai mult decât atât este considerat chiar fondatorul dramaturgiei egiptene contemporane. În spațiul arab, teatrul nu fusese privit înainte ca un gen literar ci doar ca un mijloc de amuzament, de recreere. 
Pentru o perioadă mare de timp piesele sale au circulat numai în varianta scrisă urmând a fi puse în scenă abia la sfârșitul anilor 1940.

## Scrieri
- 1933: Renașterea spiritului național ("´Audat ar-rūh")
- 1933: Adormiții din peșteră ("Ahl al-kahf")
- 1934: Șeherazada ("Šahrazād")
- 1936: Mohamed ("Muhammad")
- 1937: Jurnalul unui procuror de la țară ("Yaumiyyāt nā´ib fi ´l-aryāf")
- 1938: Sub soarele cugetării ("Taḥta šams al-fikr")
- 1942: Pigmalion ("Piğmāliun")
- 1943: Solomon cel Înțelept ("Sulaimān el-ḥakīm")
- 1948: Regele Oedip ("al-Malik Üdīb")
- 1953: Femeia nouă ("al-Mar´a al-ğadīda")
- 1957: Teatrul pestriț ("al-Masraḥ al-munawwa´")
- 1959: Literatura vieții ("Adab al-ḥayāt").

## Biografie
- “Modern Arabic Fiction. An Anthology” 2005 Columbia University Press .New York. Edited by Salma Khadra Jazzusi
- William Maynard Hutchins. „Tawfiq al Hakim.A reader`s guide” Lynne Rienner Publishers , Inc. 2003
- „The Essential Tawfiq Al-Hakim.Plays. Fiction.Autobiography .” Edited by Dennis Johnson-Davies. The American University in Cairo Press.2008

## Legături externe
- en  Biografie la Britannica Online Encyclopedia
- en  Biografie la LookLex Encyclopedia
- en  Biografie la webgaza.net
- http://muse.jhu.edu/login?*auth=0&type=summary&url=/journals/research_in_african_literatures/v035/35.1abu-haidar.pdf
- http://www.al-bab.com/arab/literature/hakim.htm Arhivat în 1 martie 2014, la Wayback Machine.